# Patrik Rotfus
Patrik Džejms Rotfus (6. jun 1973) američki je pisac herojske fantastike. Najpoznatiji je po svom serijalu Hronika o Kraljoubici, kojim je osvojio nekoliko nagrada, uključujući Kvil nagradu 2007. za Ime vetra, svoj prvi roman. Nastavak serijala, Strah mudroga, bio je bestseler Njujork tajmsa.

## Život i karijera
Patrik Rotfus rođen je u Medisonu, u Viskonsinu, i diplomirao je engleski na Univerzitetu Viskonsina u Stivens Pointu. Pisao je za univerzitetski časopis The Pointer i producirao je široko rasprostranjenu parodiju koja je upozoravala na Goodtimes Virus. Završio je masters studije na državnom Univerzitetu Vašingtona i vratio se u Viskonsin da predaje u Stivens Pointu.
Rotfus ima dva sina i živi sa svojom devojkom, Sarom.
Organizuje dobrotvornu organizaciju Worldbuilders, koja je, počinjući od 2008. prikupila 7,4 miliona dolara, uglavnom za drugu organizaciju, Heifer International, koja obezbeđuje stoku, čistu vodu, obrazovanje i obuku nerazvijenih zajednica. Na poslednjem prikupljanju novca u 2017. Worldbuilders su skupili 1.225.357 dolara za Heifer International.

## Dela
Rotfusov prvi roman, Ime vetra, objavljen je 2007. godine. Osvojio je Kvil nagradu (za naučnu fantastiku, fantastiku i horor) i ubrojen je među knjige godine na listi Publishers Weekly. Osvojio je i Alex nagradu 2008.
Strah mudroga je objavljen 2011. i bio je prvi na Njujork Tajmsovoj listi bestselera fikcije u tvrdim koricama.
Muzika tišine je priča objavljena 2014. i bavi se Ori, likom iz Hronike o Kraljoubici, i njenim životom.
Rotfus je napisao i dve priče obima kraćih knjiga koje su objavljene 2013. i 2014, u dve antologije fantastike, ali nisu prevedene na srpski. Antologija u kojoj je objavljena druga priča nominovana je za Najbolju svetsku antologiju fantastike 2015. !!!
U saradnji sa Nejtom Tejlorom, Rotfus je 2013. objavio knjigu u slikama Avanture Princeze i Gospodina Zviždukala, koja, uprkos naslovu, nije za decu.

## Igranje uloga i društvene igre
Patrik Rotfus je igrao uloge dva lika, Vajari u Dungeons&Dragons, i Kereka, u nekoliko epizoda serije Kritična uloga, koju je pokrenuo Jutjub kanal Geek and Sundry. Gostovao je i u serijalu Vila Vitona Tabletop.
Rotfus je 2014. u saradnji sa Džejmsom Ernestom počeo da radi na strategijskoj apstraktonoj igri Tak, zasnovanoj na igri koja se opisuje u Strahu mudroga. 